# Psel
Psel (tiếng Nga: Псёл, chuyển tự: Psyol; tiếng Ukraina: Псeл, Псьол, Псло, chuyển tự: Psel, Ps'ol, Pslo) là một phụ lưu tả ngạn của sông Dnepr, sông chảy qua Kursk, Belgorod của Nga và Sumy, Poltava của Ukraina.
Sông Psel có chiều dài 717 kilômét (446 mi) và diện tích lưu vực 22.800 kilômét vuông (8.800 dặm vuông Anh). Diện tích lưu vực của sông Psel trên lãnh thổ Ukraine là 16.270 km². Hữu ngạn của sông cao và dốc, còn tả ngạn thì thấp. Sông bị đóng băng từ tháng 12 đến cuối tháng 2 và có thể đến đầu tháng 4.
Khoảng 10 hồ chứa nhỏ đã được tạo ra trên Psla thuộc địa giới Ukraine. Hầu hết hồ chứa phục vụ các nhà máy thủy điện: Nizivska, Malovorozhbyanska, Mykhailivska, Bobrivska, Shishatska, Ostapievska, Sukhorabivska.
Sông cũng được sử dụng để đánh cá, cung cấp nước và tưới tiêu, và có nhiều khu vui chơi giải trí trên bờ sông.
Sông Psel có các phụ lưu (từ đầu nguồn đến cửa sông):
Tả ngạn: Ilyok, Pena, Udava, Rybytsia, Sinna, Syrovatka, Ustya, Lehan, Vilshanka, Budylka, Bobrava, Borovenka, Vepryk, Bobryk, Tukh, Glinitsa, Bakai, Lyutenka, Hrun-Tashan, Hovtva, Rudka
Hữu ngạn: Sudzha, Porozok, Oleshnia, Sumka, Vorozhba, Mezhyrichka, Hrun, Rashevka, Vuzka, Vovnianka, Balakliyka, Khorol, Manzheliya, Omelnyk, Belichka, Bahachka, Sukhyi Kahamlyk

## Khu định cư
Các thành phố và thị trấn nằm ven sông Psel là: Sumy, thủ phủ của tỉnh Sumy thuộc Ukraina; Oboyan, tỉnh Kursk thuộc Nga; và Hadyach, tỉnh Poltava thuộc Ukraina.

### Nga
- Tỉnh Belgorod
  - Huyện Prokhorovsky
    - Prigorki, Verkhnyaya Olshanka, Srednyaya Olshanka, Bugrovka, Beregovoye Vtoroye, Prelestnoye, Andreyevka, Vasilyevka, Yudinka, Kostroma, Vesyoly

  - Huyện Ivnyansky
    - Olkhovatka, Cherenovo, Peschanoye, Samarino
- Tỉnh Kursk
  - Huyện Oboyansky
    - Peresyp, Semyonovka, Shipy, Znobilovka, Kamynino, Goryaynovo, Afanasyevo, Oboyan, Trubezh, Anakhino, Lunino, Turovka, Gremyachka, Kartamyshevo, Shmyrevo, Kursk

  - Huyện Belovsky
    - Kurochino, Gochevo, Strigosly, Bobrava, Loshakovka, Korochka, Peschanoye, Sukhodol, Giryi, Belitsa, Kursk

  - Huyện Sudzhansky
    - Spalnoye, Borki, Fanseyevka, Kurilovka, Guyevo, Gornal

### Ukraina
- Tỉnh Sumy
  -     - Zapsillya, Myropyllia, Velyka Rybytsya, Hrunivka
    - Bytytsya, Pushkarivka, Velika Chernechchyna, Zelenyi, Homyne, Sumy, Barvinkove
    - Chervone, Nyzy, Patriotivka, Kerdylivshchyna, Staronove, Byshkin, Tokari, Kulyky, Kurgan, Chervlene, Prystailove, Bobrove, Kamyane
- Tỉnh Poltava
  -     - Plishyvets, Duchyntsi, Brovarki, Hadiach, Velbyvka, Mali Budyshcha, Sosnivka, Rashivka, Lysivka, Mlyny, Pereviz, Mala Obukhivka
    - Velyka Obukhivka, Panasivka, Savyntsi, Velyki Sorochintsy
    - Malyi Pereviz, Pokrovske, Baranivka, Velykyi Pereviz, Shyshaky, Yaresky, Nyzhni Yaresky
    - Psilske, Velyka Bahachka, Harnokut, Luhove, Dzyubivshchyna, Krasnohorivka, Herusivka, Balakliya, Kolovsivka, Ostapye, Zapsillya, Pidhirya
    - Sukhorabivka
    - Popivka, Zamozhne, Manzheliya, Lamane
    - Plavni, Prylipka, Kyselivka, Hovtva, Zahrebellya, Yurky, Nyzhnya Manuilivka, Pisky, Knyshivka,
    - Hunky, Zapsyllya, Omelnyk, Fedorenky, Kramarenky, Romanky, Onyshenky, Shcherbaky, Potoky, Pridnipryanske
    - Kuzmenky, Kyyashky, Dmytrivka

## Động thực vật
Hệ động vật ven sông Psel bao gồm thỏ rừng, cáo, nai, lợn rừng và hải ly. Có rất nhiều loài chim, chẳng hạn như vịt hoang dã, diệc xám. Dọc hai bên bờ sông có các khu vực rừng, chủ yếu là cây lá rụng. Ngoài ra còn có các loài cây lá kim trên các vùng bờ cát ven sông. Ngoài ra còn có rất nhiều đồng cỏ.
Trên sông có khoảng 50 loài cá như cá diếc, cá tráp, cá chép nhớt, cá rô Ngoài ra còn có cá tra, cá chó, cá pecca.